# Милановац (Црнац)
Милановац је насељено мјесто у општини Црнац, у Славонији, у Вировитичко-подравској жупанији, Република Хрватска.

## Историја
До територијалне реорганизације у Хрватској насеље се налазио у саставу бивше велике општине Ораховица.

## Други светски рат
Из среза Подравска Слатина исељени су добровољци из села Брезака, Петровца, Александровца, Бјелковца и Милановца. Било их је око 3600 душа.

## Становништво
На попису становништва 2011. године, насеље је имало 54 становника.
| Националност       | 1991. | 1981. | 1971. | 1961. |
| Срби               | 147   | 167   | 228   |       |
| Југословени        | 1     | 16    |       |       |
| Хрвати             | 6     | 2     | 6     |       |
| остали и непознато | 1     |       | 1     |       |
| Укупно             | 155   | 185   | 235   | '     |

| Демографија | Демографија | Демографија |
| Година      | Становника  | Становника  |
| ----------- | ----------- | ----------- |
| 1971.       | 235         |             |
| 1981.       | 185         |             |
| 1991.       | 155         |             |
| 2001.       | 104         |             |
| 2011.       |             | 54          |